# Tia y Megumi Oumi
Tia y Megumi Oumi son dos personajes de ficción en el manga y anime Zatch Bell!. Ellas son consideradas las protagonistas de la serie, el primer oficial y principales aliadas de los protagonistas principales Zatch Bell y Kiyo Takamine.

## Tío
Tia,(Tio (ティオ?) en la versión original) se la considera como la protagonista de la serie, la primera oficial y principal aliada de los protagonistas principales Zatch Bell y Kiyo Takamine.

### Personalidad
Al igual que Zatch, Tia es una niña mamodo de otro mundo, enviada al mundo humano para competir en la batalla por ser el Rey Mamodo. Ella es una niña marimacha que no tiene miedo de ponerse de pie y dar la cara, incluso a los más grandes y fuertes enemigos, pero también es un niña generalmente dulce que disfruta de pasar tiempo con sus amigos y hará todo lo posible para ayudarlos, negándose a dejar atrás el tiempo de angustia. Esto es sobre todo hincapié en la batalla, o hacia las personas como Megumi, Kiyo o Zatch. Muchas veces ella muestra estar enamorada de Zatch. Ella también tiene un miedo inmenso a las alturas. Sin embargo, también tiene un temperamento terrible y, cuando se la provoca o enoja, cómicamente estrangula al que la irrita, irónicamente, el que sufre más este castigo es Zatch. Debido a esto, se ha ganado la reputación de un matón en el Mundo Mamodo, como Kanchomé que se refiere a ella como "tia la estranguladora" ("Tía la Tomboy") al verla. Ella también tiene una gran admiración por su compañera humana Megumi.

### Biografía
Cuando llegó al mundo humano, que estaba ansiosa y preocupada por la lucha, así como que su compañero humano sería. Ella siempre handa  buscado el dueño de su libro, mientras que al mismo tiempo trataron de evitar a los enemigos. Con el tiempo corriendo en otro mamodo, Maruss, Rembrandt y su pareja en un barco de crucero en el océano (En una iglesia en el manga). Debido a Maruss era un viejo amigo suyo, tía inicialmente pensó que no tenía que preocuparse, pero inmediatamente pensaba de otra manera al ser traicionado por su amigo, quien le dijo que en la batalla, haciendo amigos era un imposible y la única manera de victoria fuese eliminando a todos los rivales a pesar de cualquier sensación de que puede haber tenido por hacer lo que fuera necesario, y que debido a que Tia  había confiado en él, que ya habían confirmado su propia derrota. Enojado porque su amiga se la venden a cabo, pero sabiendo que no había manera de que pudiera derrotarlo sin pareja, Tia intentó escapar, pero Maruss solo la atacó y envió a su caída en picado al mar. 
Fue encontrada finalmente por Megumi y llevada al hospital para recuperarse, con la traición todavía fresco en su mente Maruss, tía se vio obligada a sellar a su propio corazón, negándose a confiar en nadie debido a que no quieren sentir el dolor de la traición nunca más. (Nota: A continuación se explica solo en el anime) Por supuesto, después de algún tiempo había pasado, Megumi, que decidió hacerse cargo de Tia , poco a poco se abrió paso en el corazón de Tia , sin embargo, las acciones crueles Maruss todavía su plagada, y la izquierda a creer que ella tenía que dar Megumi algo a cambio por su gran compasión. Al darse cuenta de que no solo no podía dar nada Megumi, pero que su presencia era una carga para Megumi, tía trató de huir, pero fue detenida por Megumi, quien explicó que eran más que "otra persona" el uno al otro - eran amigas. Con esto, Megumi dado el primer paso necesario para sanar el corazón herido de Tia, y fue elegido finalmente como socia de Tia. Después de enterarse de la batalla por el rey y su destino para luchar como socia de Tia, así como las razones detrás del dolor de Tia, Megumi optó por luchar junto con  tía, a pesar de los deseos del mamodo jóvenes en el principio, que luchó contra Maruss y Rembrandt en muchas ocasiones , por ser fácil de encontrar debido a la popularidad de Megumi como un ídolo, sino porque su única habilidad fue en la defensa, se vieron obligados a huir para sobrevivir. 
Su primera aparición oficial fue en la época se anunció oficialmente que el número de competidores que quedan en la batalla se redujo a setenta. Tia le fue revelado a ser capaz de confiar completamente su dueño del libro Megumi, pero seguía pensando en cada mamodo otro como enemigo. Los dos discutieron tratando de convertirse en aliados con otros mamodo, específicamente Zatch Bell, pero la tía se negó debido a que no solo no confiar en nadie, pero también porque era bien sabido que Zatch era un paria debido a su debilidad y fue probablemente uno de los principios de la absorción , ella es equivocado cuando se encuentra con él a escondidas, en la que podía ver el espectáculo. Finalmente, se encontró con Maruss una vez más y trató de huir, pero fue detenido cuando Maruss amenazado con atacar a los fanes. Tia entonces la esperanza de llegar a un acuerdo: si no se deja Maruss enviarla de vuelta al mundo mamodo, entonces dejaría Megumi solo; Maruss solo se echó a reír y dijo que iba a atacar a los conciertos tan pronto como él la acabó. Esto llevó a Zatch para protegerla, pero pidió que le trajera su compañero Kiyo para poder derrotarlos. Ella aceptó, pero después de recordar la noche se intensificó en su corazón, volvió y me Megumi lugar, creyendo que Zatch solo traicionaría a su Maruss como lo hizo. Al regresar, se encontró con una gran herida de Zatch, que le preguntó por qué no traer de vuelta Kiyo, pero la tía solo le recordó que no había esperanza para él para ganar, aunque en su corazón, hizo la misma elección cruel que Maruss hizo, ignorando las súplicas de Zatch, porque estaba enojado. Tia y Megumi decidido a luchar Maruss sí mismos, pero fueron derrotados rápidamente por asalto metro Maruss, pero la tía estaba una vez más, la resolución de luchar solo como siempre lo hacía, ella se salvó entonces por Zatch y Kiyo, que fácilmente ganar la mano sobre Maruss. Ella y Megumi fueron impresionados por el trabajo en equipo Zatch y Kiyo, en especial la tía, que estaba en la incredulidad en lo fuerte que Zatch se convirtió, y preguntándose por qué les estaban ayudando, a la que Megumi explicó que era probablemente debido a su gran coraje y una mayor experiencia en batalla. Maruss, después de haber sido golpeado en todo, le preguntó por qué Zatch y Kiyo estaban protegiendo a Tia y Megumi, sobre todo porque era inevitable que, incluso si tenían éxito en ayudar a ellos, que tendrían que luchar contra ellos algún día. Zatch solo respondió que a pesar de que sería enemigos algún día, todavía se sentía lástima por ellos, ya que fueron empujados constantemente alrededor y obligado a vivir con miedo a causa de la crueldad de Maruss. En vista de que Zatch no había cambiado realmente, tía decidió unirse a la batalla, y juntos, los dos Maruss derrotado; a pesar de que la tía por fin vio que Zatch era honesto en su deseo de ayudarla, ella todavía sabían que eran enemigos, pero finalmente pudo para sanar su corazón al enterarse de que Zatch no tenía ninguna intención de luchar contra ella ahora y el aprendizaje de la meta de Zatch para convertirse en un rey tipo que pondría fin a la batalla y el sufrimiento que causó. Esto permitió que la tía de establecer una meta por sí misma en la batalla: convertirse en un rey tipo y, en caso de que Zatch no de alguna manera, a partir de entonces, los dos equipos reconocieron mutuamente como aliados.
Kiyo, Megumi, Zatch y Tía promesa de ayudarnos unos a otros y luego luchar juntos con éxito contra Purio y Zoboron y sus contadores. Se convierten en un equipo de clase y luchar juntos de nuevo cuando Penny envía antigua Mamodo después de Zatch y Kiyo. Durante la batalla contra el Mamodo antiguo, Dalmos, tía se da libro de conjuros de Zatch para proteger y es capaz de hacerlo con la ayuda de equipos mamodo otros que se han comprometido a derrotar a los Mamodo antiguo y su líder, Zofis. 
Durante los 10 meses de recuperación de Clear, Tia medita debajo de las cascadas para ayudar a mejorar sus habilidades defensivas, que se puede ver de forma espectacular. 
En la batalla final, Tia y Megumi unirse a Zatch, Kiyo y Rayo de sol en su trayecto al campo de batalla en la parte posterior de Ponygon. Tia utiliza su defensa mejorada hechizos para protegerlos de los poderosos largo período claro de ataque amplia. Ella se las arregla para protegerlos lo suficiente como para escribir claro para ser destruidos. Sin embargo, la cepa de la celebración posterior ataque masivo de Clear es demasiado y su libro comienza a deteriorarse y luego grabar. Tío  Zatch le dice que ella se alegraba de que pudiera ayudarlo a llegar a la batalla final. Antes de desvanecerse, le dice a Zatch para ganar y que va a verlo de nuevo.

## Megumi Oumi
Megumi Oumi,(Ōumi Megumi (大 海恵) en la versión original) es una actriz y cantante de pop, propietaria del libro de Tia en la batalla para convertirse en el Rey Mamodo. A pesar de que ella es una estrella del pop, también trabaja como actriz debido a su belleza. Ella es a menudo vista con vestidos o faldas (como se ha visto en los juegos). Ella aspiraba a convertirse en una cantante a causa de un sueño de hace mucho tiempo de hacer feliz a la gente con sus canciones, y finalmente lo hizo como una ídolo adolescente, aunque ella no tenía ninguna pista sobre su futuro con el amigo que haría después de unirse a la batalla. En algunas ocasiones, ella ha declarado que quería "una vida normal", muy probablemente debido a que la vida de una ídolo pop es muy difícil. Ella tiene un muy buen corazón, y ve a Tia como una hermana pequeña, a menudo calma sus ataques de ira y le ayuda a explicarle el mundo. También parece estar enamorada de Kiyo.
Encontró a Tia ahogándose en el océano, y aunque su relación era tensa en un primer momento, la personalidad cálida de Megumi le permitió abrirse camino en el corazón de Tia y ganar su confianza. Después de ser perseguidas por Maruss, viejo amigo de Tia del mundo mamodo que terminó traicionándola, Megumi comenzó a sentirse insegura y trató de cancelar sus conciertos, algo que Tia no se lo permitió, Megumi confiaba en que podrían formar alianzas con otros mamodos, algo que también prohibió Tia. Después de haber sido ayudadas por Zatch y Kiyo, Megumi los ve como amigos al igual que Tia y juró que algún día regresaría el favor.

## Conjuros
Seoshi/Seushiru: Un escudo transparente que protege la zona circundante a excepción de subsuelo.
Saisu/Saisu: Dispara un búmeran rojo que explota cuando golpea.
Ma Seshield/Ma Seshirudo: Este hechizo crea un escudo flotante en forma de disco. A pesar de que solo protege frente a la tía en lugar de a su alrededor, es comparativamente más fuerte que Seoshi.
Giga La Seoshi/Giga Ra Seushiru: Es una barrera circular que los atrapa a los oponentes y desvía sus ataques hacia ellos. Sin embargo, no es capaz de encender otro libro mamodo (como un mamodo no puede grabar su propio libro), sino que también protege a quien está dentro de ataques externos. (In-movilización). Adquirida durante la batalla con el Dr. Curiosidades. (Indicado en primer lugar en el episodio 56)
Saifogeo/Saifojio: Hechizo que crea una espada flotante que cura a un humano o mamodo al ser golpeado por ella, cuando se utiliza en un ser humano, sino que también restaura un poco de energía del corazón. Esta es una carta de triunfo en la batalla y se utiliza a menudo para curar sus compañeros de equipo de Tia. (Assist) adquirida durante la batalla con el Dr. Curiosidades (mostrado por primera vez en el episodio 56).
Gigano Saisu (Video Juego solamente): Una versión más poderosa de Saisu que consiste en un corazón en medio de dos hojas de ala grande.
Chaziru Saifodon/Chaajiru Saifodon: Es un conjuro condicional que Invoca a la diosa de la ira, la cual posee una enorme espada que se hace más poderosa tomando una apariencia más diabólica por cada mala experiencia que se refleja en el espejo de su pecho y al ser lanzada y acertada en el objetivo hace una atroz descarga eléctrica en poder es incomparable alcanzando un nivel superior a la clase Dioga (Ataque) (condicional) obtuvo en el episodio 121, el capítulo 185 del manga.
Chaziru Seshirudon/Chaajiru Seshirudon: Tia convoca a 3 Diosas que entrelazan sus manos creando un círculo alrededor de una joya en forma de esfera que absorbe el ataque de los enemigos. Se hace más fuerte gracias al deseo de Tia de proteger a sus amigos. Aparece el episodio 148 del anime.
Rima Chaziru Seoshidon/Rima Chaajiru Seshirudon: Tia controla dos enormes escudos Chaziru Seshirudon-como a través de un par de manos espiritual. más fuerte de Tia hechizo de defensa; adquirida en el capítulo 303. (Defensa)
Shin Saifogeo/Sin Saifojio: Tia convoca cuatro grandes períodos Saifogeo que sane por completo los objetivos previstos y restaura la energía del corazón. Este hechizo se utiliza solamente después de que ella ha sido enviado de vuelta al mundo mamodo, a través del uso de libro de oro de Zatch.

## Libros destruidos
- Boru-Bora, cerca de Mochinoki Park (Episodio 56)
- Alm, en las ruinas de Devolo (episodio 61)
- Gelios, en las ruinas de Devolo (episodio 61)
- Wonrei, dentro Faudo (a petición de Li-EN) (Manga capítulo 222)
- Ponygon, en las Montañas Rocosas (a petición de Sunbeam) (Manga capítulo 311)